# Golfbook

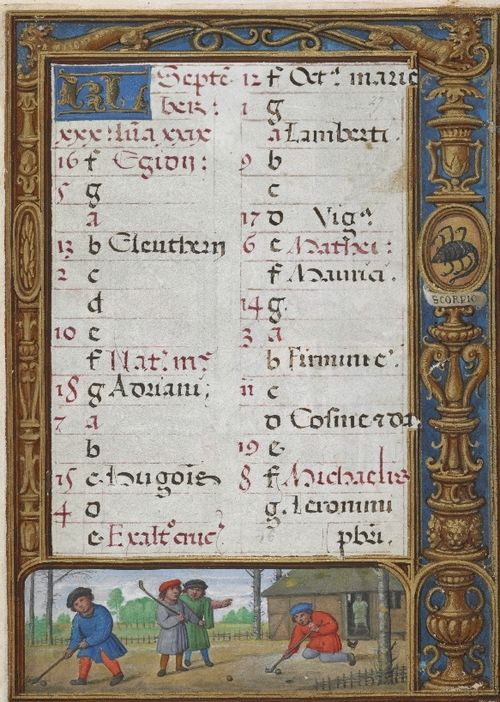
September- Vier mannen die een spel spelen dat op golf lijkt - The Golf Book (1520-1530), f.27r

Het zogenaamde Golfbook is een getijdenboek uit de 16de eeuw (ca. 1540) met miniaturen van Simon Bening en zijn atelier. Het manuscript ontleent zijn naam aan de afbeelding van een vroeg soort golfspel in de margeversiering op folium 27 recto op het kalenderblad van de maand september. Bijna alle folia van het handschrift zijn verlucht. Het manuscript bevindt zicht nu in de British Library (Golf Book, Add. Ms. 24098).

## Beschrijving
Het handschrift bestaat uit dertig perkamenten folia van 115 x 84 mm en het tekstblok is 85 bij 60 mm groot. De perkamenten folia zijn tussen twee bladen papier van 220 x 145 mm bevestigd. Naast de perkamenten folias zijn er 23 schutbladen in modern papier, 11 vooraan en 12 achteraan in het boek. De teksten zijn geschreven in het Latijn in een Gotisch schrift. Het handschrift werd in 1927 opnieuw ingebonden door de British Library. De voorgaande boekband uit fluweel en versierd met zilver en kristal was waarschijnlijk van Duitse makelij en te dateren omstreeks 1800.

## Inhoud
Het boek bestaat uit folia die verwijderd werden uit een getijdenboek naar het gebruik van Rome, dat verloren is gegaan. De folia zijn niet meer ingebonden in de oorspronkelijke volgorde. De meeste getijdenboeken hebben naast een kalender en de getijden van Onze Lieve Vrouw, een aantal andere getijden zoals de getijden van het Heilig Kruis en de getijden van de Heilige Geest. Over het algemeen vindt men in het boek na de kalender en de uittreksels uit de vier evangelies eerst de volledige Mariagetijden met de acht gebedsstonden. Vervolgens komen bijvoorbeeld de getijden van het Heilig kruis met zijn acht gebedsstonden en daarna de getijden van de Heilige geest weerom met zijn acht gebedsstonden. Daarna volgen de boetepsalmen en de litanie en vervolgens het officie van de doden. Het Golfbook begint met een afbeelding van de heilige Bonifatius van Lausanne (f1r) en bevat vervolgens de eerste twee folia van elk van de gebedsstonden uit de getijden van de Heilige Maagd Maria (ff. 2-17).  Na de folia uit de getijden volgt de kalender (ff. 18-30).

## Verluchting
Het handschrift bevat 21 volblad miniaturen, één met de Heilige Bonifatius, acht in de Mariagetijden en twaalf in de kalender. Elk van die volbladminiaturen is omlijst met een architectonisch kader versierd met medaillons en cameeën in grisaille of half-grisaille. Ook de tekstbladen zijn voorzien van een omlijsting van dezelfde aard. De tekst is verlucht met grote en kleine versierde initialen en met lijnvullers.

### Kalender
Het boek is vooral bekend om zijn kalender. Voor elke maand zijn twee tegenoverliggende bladzijden voorzien, met links, op de verso zijde, een volbladminiatuur die, zoals gebruikelijk,  de activiteit van de maand voorstelt, hetzij het werk op het veld hetzij het vermaak van de adel. De volbladminiatuur is gevat in een architectonische lijst met in de bas de page de voorstelling van een of andere sport of volksvermaak. Op de rectozijde vindt men dan het kalenderblad in twee kolommen met in elke kolom het 'Gulden getal', de Zondagsletter en de naam van de te vieren heilige of de feestdag. Ook de tekst van het kalenderblad is omkadert met een architectonische lijst die aan de rechterzijde een medaillon met het dierenriemteken van de maand bevat en onderaan weerom een afbeelding van sport of spel. Het is in de margeversiering van folio 27 recto, de kalenderbladzijde voor september, dat we een soort golfspel kunnen zien waaraan het handschrift zijn naam ontleent.
De miniaturen van de kalender gaan terug op miniaturen uit andere getijdenboeken gemaakt door Simon Bening.  De miniaturen voor de maanden januari, februari, maart, april, september, oktober en november zijn vergelijkbaar met die uit de kalender van het Montserrat Getijdenboek te München. De boottocht in mei, het toernooi afgebeeld voor de maand juni, de jachtscène van juli en de oogst in augustus verwijzen naar het Hennessy-getijdenboek. De traditionele slachting van een varken komt overeen met dezelfde afbeelding in het Da Costa getijdenboek. Volgens een studie van M. Vansintjan is de kwaliteit van de kalender niet zeer hoog en kan men veronderstellen dat hij door ateliermedewerkers werd gemaakt op basis van bestaande modellen. Bening zou zelf verantwoordelijk voor de overige figuratieve miniaturen.

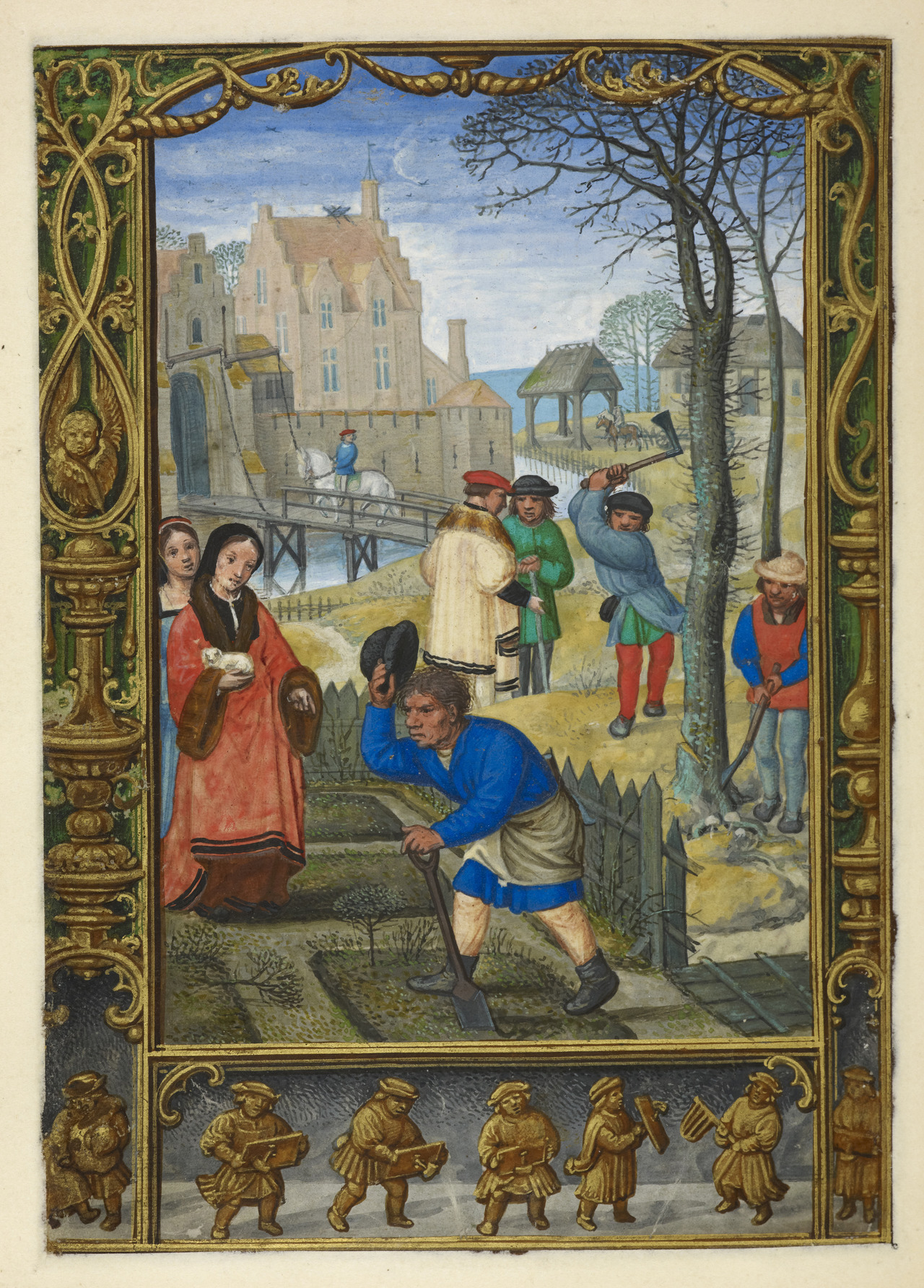
Maart, werk in de tuin - spelen met ratels
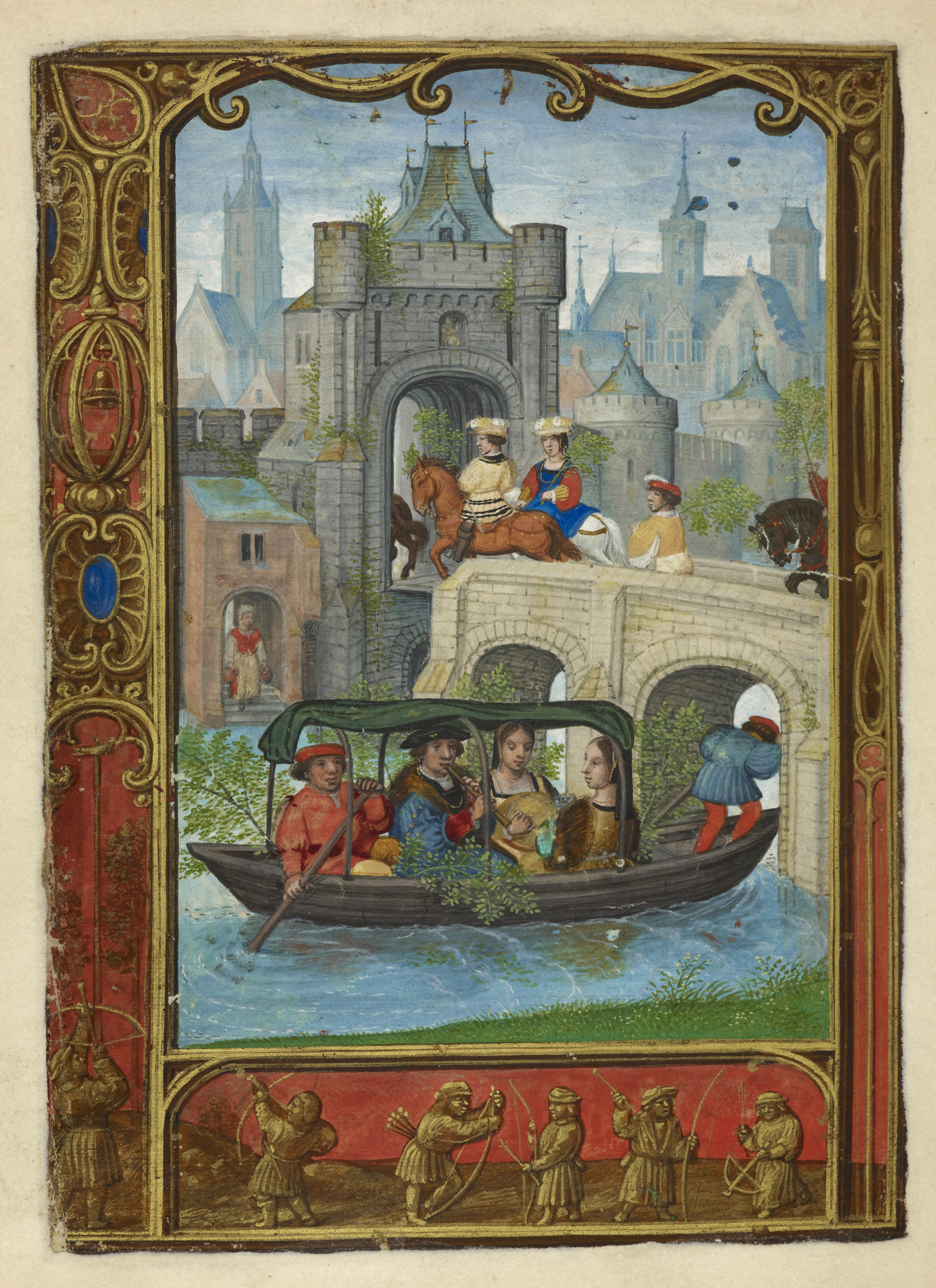
Mei, pleziertochtje met de boot - boogschieten
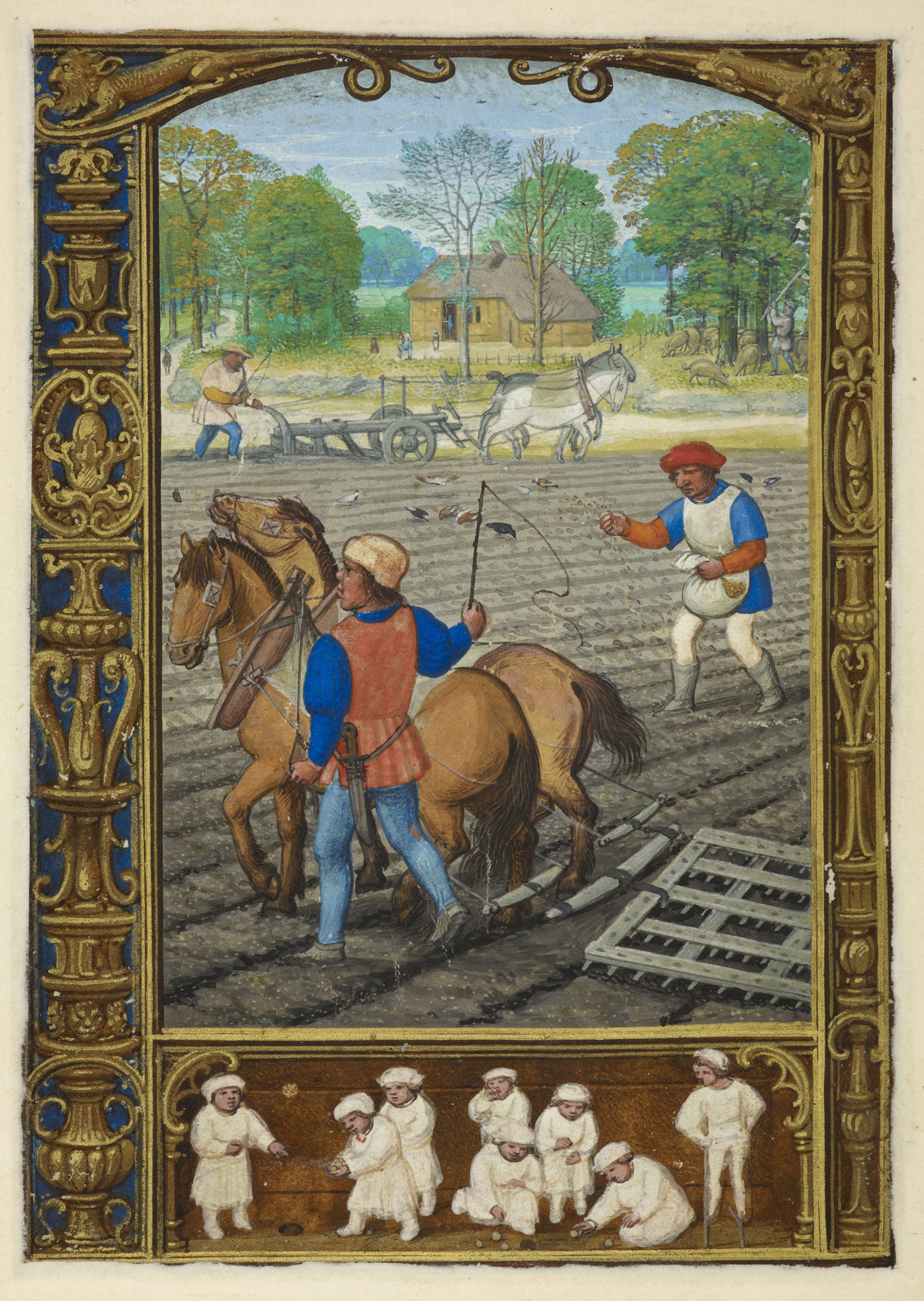
September, ploegen, zaaien en eggen - spelen met de knikkers

### De Mariagetijden
Van de mariagetijden vindt men van elke gebedsstonden de eerste twee folia terug. Het eerste folium heeft een blanco recto zijde met op de verso kant een volbladminiatuur die een scène uit het passieverhaal van Christus voorstelt. Elke volbladminiatuur is omlijst zoals hoger gezegd en in de bas de page wordt een scène afgebeeld die gerelateerd is aan de volbladminiatuur. In de architecturale omlijsting zijn beelden van profeten afgebeeld. De miniaturen lijken sterk op de gelijkaardige miniaturen in het Hennessy-getijdenboek.
Het Golfbook gebruikt de volgende cyclus:
- f2v:Metten: Het gebed van Christus in de Olijfhof; bdp.: Het laatste avondmaal
- f4v: Lauden: De gevangenneming van Christus; bdp.:Judas ontvangt zijn dertig zilverlingen
- f6v: Priem: Christus voor Pilatus; bdp.: De geseling van Christus
- f8v: Terts: De doornenkroning en bespotting van Christus; bdp.: Christus draagt het kruis en de ontmoeting met Veronica
- f10v: Sext:Christus wordt aan het kruis genageld; bdp.:De verdeling van de klederen van Christus
- f12v: None: De kruisiging; bdp.: Jozef van Arimathea vraagt aan Pilatus de toelating om Jezus te begraven.
- f14v: Vespers:De kruisafname; bdp.: Piëta
- f16v: Completen: De graflegging; bdp.: De Heilige Vrouwen en Johannes verlaten het graf.

De tegenoverliggende tekstbladzijde, eveneens in een architectonische lijst, begint met een eerste lijn die de betreffende gebedsstonde opgeeft, gevolgd door vier lijnen in hoofdletters met de standaard begintekst van elk getijde: ‘Deus in adiutorium meum’. De tekst is versierd met de beginletter ‘D’ van vijf lijnen hoog (één derde van het tekstblok hoog en de helft van het tekstblok breed). Alleen bij de completen krijgen we een andere tekst en de hoofdletter ‘C’ en bij de metten wordt de standaard tekst en de hoofdletter ‘D’ voorafgegaan door drie lijnen tekst die zeggen dat hier de Mariagetijden beginnen volgens het gebruik voor Rome. In de lijst rondom de tekst ziet men steeds twee cameeën, rechts en onderaan met een afbeelding uit het oude testament die typologisch gerelateerd wordt met de afbeelding van de volbladminiatuur.De tekst op de verso zijde heeft geen omlijsting maar is versierd met  geschilderde initialen en lijnvullers.